# Kuncevskaja (linea Bol'šaja kol'cevaja)
Kuncevskaja (in russo Кунцевская?) è una stazione della Metropolitana di Mosca situata sulla Linea Bol'šaja kol'cevaja. Inaugurata il 7 dicembre 2021, serve il quartiere di Kuncevo e Fili-Davydkovo, con trasferimento all'omonima stazione multipiattaforma.